# Atlético Monte Azul
Der Atlético Monte Azul ist ein Fußballverein aus Monte Azul Paulista im brasilianischen Bundesstaat São Paulo.

## Geschichte

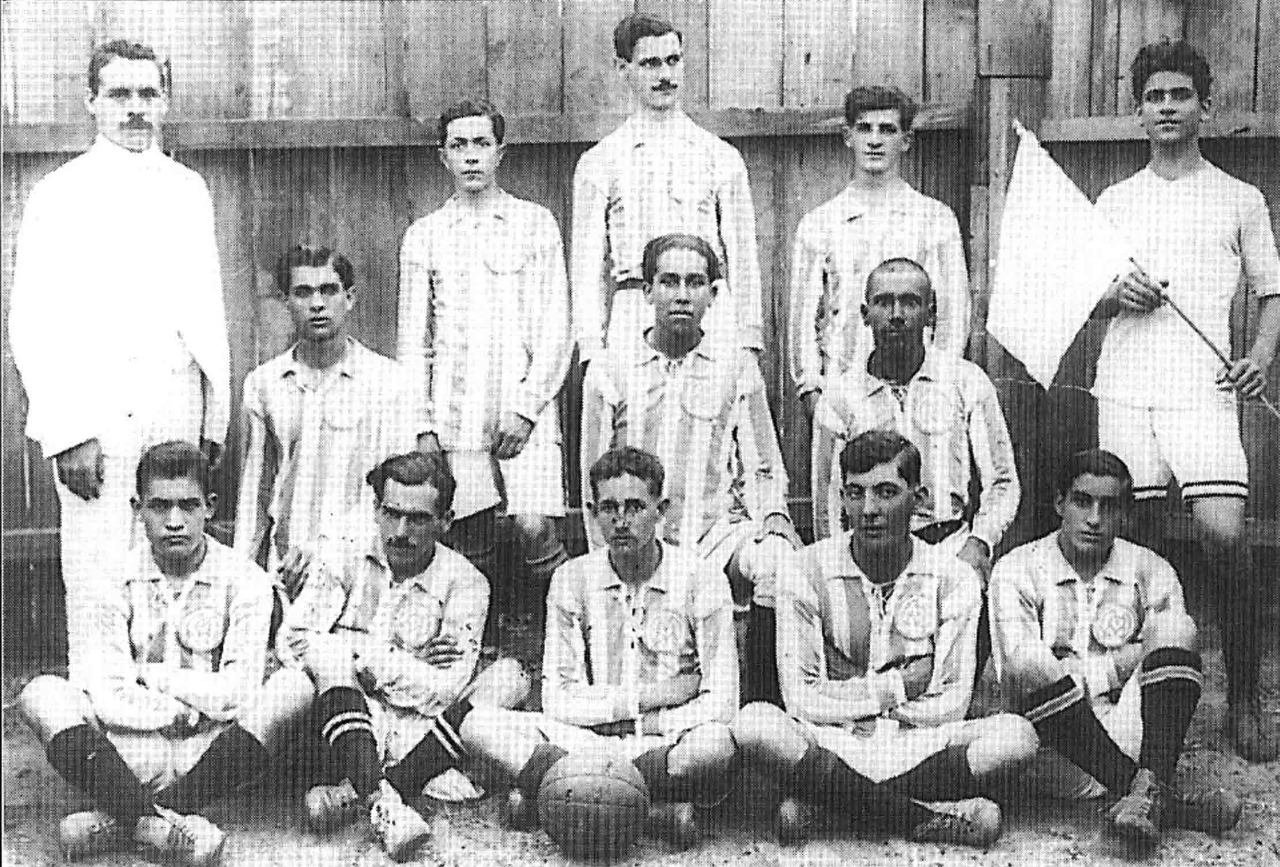
Monte Azul 1922

Monte Azul wurde am 28. April 1920 gegründet. Ab 1950 nahm der Klub an Spielen der Staatsmeisterschaft von São Paulo teil. Man debütierte in der zweiten Jahreshälfte in der Série A2, der zweiten Liga der Staatsmeisterschaft, und schloss diese als Achter in seiner Gruppe ab. Bis einschließlich 1952 trat der Klub in der Liga an. Danach folgten bis in die 1970er Jahre nur sporadische Teilnahmen. Seit 1990 nimmt Monte Azul regelmäßig an Austragungen der Staatsmeisterschaft teil, meisten in der Série A2 oder A3. 2009 wurde der Klub Meister in der Série A2 und durfte im Folgejahr erstmals in der obersten Spielklasse der Staatsmeisterschaft teilnehmen. In dieser konnte der Monte Azul sich nicht halten. Als 18., bei 20 Teilnehmern, musste der Klub direkt wieder absteigen. Nach seinen 19 Spielen hatte der Klub eine Bilanz von drei Siegen, sechs Unentschieden und zehn Niederlagen bei 23:41 Toren aufzuweisen.
2023 wurde der Klub in eine SAF (Sociedade Anônima do Futebol), wirtschaftliches Fußball-Unternehmen, umgewandelt. Der Vater von Neymar und Emerson Sheik gehörten zu den Investoren.
2024 nahm Monte Azul zum zweiten Mal am Staatspokal von São Paulo teil. In diesem erreichte der Klub die Finalspiele im Oktober des Jahres. In diesen musste man gegen den CA Votuporanguense antreten. Beide Spiele endeten 1:0 für die Heimmannschaft, so dass die Titelentscheidung im Elfmeterschießen gefunden werden musste. In diesem konnte sich Monte Azul mit 4:3 durchsetzen. Durch diesen Erfolg qualifizierte sich der Klub erstmals zur Teilnahme an einem nationalen Wettbewerb. Dieses sollte die Série D, die vierte nationale Liga, 2025 werden.

## Teilnahme an Fußballwettbewerben
| Wettbewerb                   | Teilnahmen                                                              |
| ---------------------------- | ----------------------------------------------------------------------- |
| Série D                      | 01× – 2025                                                              |
| Staatsmeisterschaft Série A  | 01× – 2010                                                              |
| Staatsmeisterschaft Série A2 | 17× – 1950–1952, 1958, 2008–2009, 2011–2016, 2020–2024, 2026            |
| Staatsmeisterschaft Série A3 | 20× – 1961–1966, 1975–1976, 1991–1993, 1996, 2005–2007, 2017–2019, 2025 |
| Staatsmeisterschaft Série A4 | 06× – 1990, 1995, 1997, 2002–2004                                       |
| Staatsmeisterschaft Série A5 | 04 – 1994, 1999–2001                                                    |
| Staatspokal                  | 02 – 2013, 2024                                                         |

## Erfolge
- Staatsmeisterschaft von São Paulo Série A2: 2009
- Staatsmeisterschaft von São Paulo Série A4: 1994, 2004
- Staatspokal von São Paulo: 2024